# Splettstoesser Glacier
Splettstoesser Glacier är en glaciär i Antarktis. Den ligger i Västantarktis. Chile gör anspråk på området. Splettstoesser Glacier ligger 664 meter över havet.
Terrängen runt Splettstoesser Glacier är varierad. Trakten är obefolkad. Det finns inga samhällen i närheten.